# Communauté de communes du pays clayettois
La communauté de communes du pays clayettois est une ancienne communauté de communes française, située dans le département de Saône-et-Loire et la région Bourgogne-Franche-Comté.

## Composition
| Nom                              | Code Insee | Gentilé          | Superficie (km2) | Population (dernière pop. légale) | Densité (hab./km2) |
| -------------------------------- | ---------- | ---------------- | ---------------- | --------------------------------- | ------------------ |
| La Clayette (siège)              | 71133      | Clayettois       | 3,12             | 1 722 (2014)                      | 552                |
| Amanzé                           | 71006      | Yaudes           | 11,29            | 174 (2014)                        | 15                 |
| Baudemont                        | 71022      | Baudemontois     | 7,97             | 651 (2014)                        | 82                 |
| Bois-Sainte-Marie                | 71041      | Boscomariens     | 2,69             | 199 (2014)                        | 74                 |
| La Chapelle-sous-Dun             | 71095      | Chapellois       | 8,51             | 415 (2014)                        | 49                 |
| Châtenay                         | 71116      | Châtenoyons      | 8,07             | 158 (2014)                        | 20                 |
| Colombier-en-Brionnais           | 71141      | Colombigeois     | 13,37            | 308 (2014)                        | 23                 |
| Curbigny                         | 71160      | Curbignois       | 9,64             | 314 (2014)                        | 33                 |
| Dyo                              | 71185      | Dyotois          | 15,80            | 343 (2014)                        | 22                 |
| Gibles                           | 71218      | Giblotins        | 19,66            | 606 (2014)                        | 31                 |
| Ouroux-sous-le-Bois-Sainte-Marie | 71335      | Oratoriens       | 4,80             | 65 (2014)                         | 14                 |
| Saint-Germain-en-Brionnais       | 71421      | Saint-Germinois  | 5,96             | 196 (2014)                        | 33                 |
| Saint-Laurent-en-Brionnais       | 71437      | Saint-Laurentins | 12,98            | 336 (2014)                        | 26                 |
| Saint-Racho                      | 71473      | Saint-Rachois    | 10,57            | 179 (2014)                        | 17                 |
| Saint-Symphorien-des-Bois        | 71483      | Sensfrinois      | 10,65            | 442 (2014)                        | 42                 |
| Vareilles                        | 71553      | Vareillois       | 8,62             | 256 (2014)                        | 30                 |
| Varennes-sous-Dun                | 71559      |                  | 17,76            | 588 (2014)                        | 33                 |
| Vauban                           | 71561      | Vaubanais        | 13,63            | 231 (2014)                        | 17                 |

## Historique
- Le 1er janvier 2013, elle est rejointe par la commune de Baudemont.
- Le 1er janvier 2017, avec la mise en place du nouveau schéma départemental de coopération intercommunale, la communauté de communes fusionne avec la communauté de communes du Sud Brionnais pour former la communauté de communes La Clayette Chauffailles en Brionnais.

## Sources
- Le SPLAF (Site sur la population et les limites administratives de la France)
- La base ASPIC